# Ceracia murina
Ceracia murina är en tvåvingeart som beskrevs av Louis-Paul Mesnil 1977. Ceracia murina ingår i släktet Ceracia och familjen parasitflugor.
Artens utbredningsområde är Madagaskar. Inga underarter finns listade i Catalogue of Life.